# Campionat d'Espanya d'enduro
El Campionat d'Espanya d'enduro, regulat per la federació espanyola de motociclisme (RFME, Real Federación Motociclista Española), és la màxima competició d'enduro que es disputa a l'estat espanyol.
La competició ha tingut diversos noms al llarg de la història, tot adaptant-se als canvis de denominació i reglament que anava experimentant aquest esport.

## Història
El motociclisme de fora d'asfalt penetrà a la península Ibèrica per Catalunya, on ja el 1931 s'hi disputà la primera cursa "camp a través". A banda, d'ençà de 1913 s'havien introduït també a Catalunya competicions de "Regularitat", consistents a recórrer llarges distàncies per carretera en uns temps determinats. Aquesta especialitat acabà originant el Campionat d'Espanya de Regularitat, que es disputà entre 1952 i 1964.
Per bé que la Regularitat a l'estat espanyol era inicialment una disciplina de carretera, a finals dels anys 50 començà a alternar trams d'asfalt amb camins rurals per tal d'anar-se adaptant a la mena de curses que es disputaven a Europa amb noms diversos com ara Regolarità, Endurance i d'altres, de cada cop més semblants a l'actual enduro.
Finalment, el 1965 el Campionat d'Espanya de Regularitat passà a denominar-se oficialment Campionat d'Espanya de Tot Terreny, essent-ne les proves ja purament d'enduro (especialitat denominada aleshores Tot Terreny en català i Todo Terreno en castellà).
Posteriorment, el 1980 la denominació oficial del campionat canvià a Campionat d'Espanya d'enduro, vigent actualment, a fi d'adaptar-se a la unificació internacional de la denominació d'aquesta disciplina, promoguda per la FIM.
El campionat ha anat variant de categories al llarg dels anys, fins a arribar a la fórmula actual de 3 categories (Enduro 1, Enduro 2 i Enduro 3) estrenada el 2005.

## Campions d'Espanya de Regularitat (1952-1964)
| Edició | Any  | Campió                       | Motocicleta  |
| ------ | ---- | ---------------------------- | ------------ |
| I      | 1952 | Josep Humet                  | OSSA         |
| II     | 1953 | - Anul·lat -                 | - Anul·lat - |
| III    | 1954 | César Martín Llopis          | OSSA         |
| IV     | 1955 | Joan Dalmau                  | Montesa      |
| V      | 1956 | Luís Soriano                 | MV Agusta    |
| VI     | 1957 | Antoni Agramunt              | Derbi        |
| VII    | 1958 | Ignacio Medina               | Montesa      |
| VIII   | 1959 | Andreu Basolí                | Derbi        |
| IX     | 1960 | Juan Ramón López De La Torre | Montesa      |
| X      | 1961 | Juan Elizalde                | OSSA         |
| XI     | 1962 | José Sánchez                 | Bultaco      |
| XII    | 1963 | Juan Ramón López De La Torre | Montesa      |
| XIII   | 1964 | Juan Ramón López De La Torre | Montesa      |

## Campions d'Espanya de Tot Terreny (1965-1979)
| Edició | Any  | Títol absolut                     | Títol absolut                     |
| Edició | Any  | Campió                            | Motocicleta                       |
| ------ | ---- | --------------------------------- | --------------------------------- |
| I      | 1965 | Carles Giró                       | OSSA                              |
| II     | 1966 | Oriol Puig Bultó                  | Bultaco                           |
| III    | 1967 | José Sánchez                      | Bultaco                           |
| IV     | 1968 | Casimir Verdaguer                 | Bultaco                           |
| V      | 1969 | Casimir Verdaguer                 | Bultaco                           |
| VI     | 1970 | - Desert (Menys de 25 inscrits) - | - Desert (Menys de 25 inscrits) - |
| VII    | 1971 | Narcís Casas                      | Bultaco                           |
| VIII   | 1972 | Narcís Casas                      | Bultaco                           |
| IX     | 1973 | Narcís Casas                      | Bultaco                           |
| X      | 1974 | Ton Marsinyach                    | OSSA                              |
|        |      | +175 cc                           |                                   |
| XI     | 1975 | Narcís Casas                      | Bultaco                           |
|        |      | +75 cc                            |                                   |
| XII    | 1976 | Narcís Casas                      | Bultaco                           |
|        |      | Títol absolut                     |                                   |
| XII    | 1977 | Narcís Casas                      | Bultaco                           |
| XIV    | 1978 | Narcís Casas                      | Bultaco                           |
| XV     | 1979 | Carles Mas                        | Montesa                           |

Notes
1. ↑  El 1975 es disputà també el campionat en la cilindrada dels 175 cc. El campió en fou Josep Maria Pibernat (Bultaco).
2. ↑  El 1976 es disputà també el campionat en la cilindrada dels 75 cc. El campió en fou Bertomeu Quesada (Montesa).

## Campions d'Espanya d'Enduro
Font:

### Primera etapa (1980-2004)
| Edició | Any  | 80 cc           | 80 cc       | 125 cc          | 125 cc      | Superiors        | Superiors   |                    |           |
| Edició | Any  | Campió          | Motocicleta | Campió          | Motocicleta | Campió           | Motocicleta |                    |           |
| ------ | ---- | --------------- | ----------- | --------------- | ----------- | ---------------- | ----------- | ------------------ | --------- |
| I      | 1980 | Jordi Monjonell | Puch        | Joan Riudalbàs  | SWM         | Carles Mas       | Montesa     | -                  | -         |
| II     | 1981 | Jordi Monjonell | Puch        | Josep Piella    | SWM         | Carles Mas       | Montesa     | -                  | -         |
| III    | 1982 | Pep Vila        | Fantic      | Ton Marsinyach  | KTM         | Carles Mas       | Montesa     | -                  | -         |
| IV     | 1983 | Pep Vila        | Rieju       | -               | -           | Carles Mas       | Montesa     | -                  | -         |
| V      | 1984 | Pep Vila        | Rieju       | -               | -           | Carles Mas       | Montesa     | -                  | -         |
| VI     | 1985 | Francesc Rubio  | Rieju       | -               | -           | Carles Mas       | Montesa     | -                  | -         |
|        |      | 80 cc           | 80 cc       | 125 cc          | 125 cc      | Superiors        | Superiors   | 4T                 | 4T        |
| VII    | 1986 | Francesc Rubio  | Rieju       | Jordi Girona    | Alfer       | Jordi Arcarons   | KTM         | Valentí Fargas     | Husqvarna |
| VIII   | 1987 | Francesc Rubio  | Rieju       | Carles Montaner | Yamaha      | Ferran Gil       | Husqvarna   | Valentí Fargas     | Husqvarna |
| IX     | 1988 | Francesc Rubio  | Rieju       | Josep Zurita    | KTM         | Jordi Arcarons   | Cagiva      | Valentí Fargas     | Husqvarna |
| X      | 1989 | Pedro Pérez     | Alfer       | Jordi Arcarons  | KTM         | Agustí Vall      | KTM         | Ramon Riudalbàs    | Husqvarna |
| XI     | 1990 | Francesc Rubio  | Rieju       | Carles Montaner | Yamaha      | Agustí Vall      | KTM         | Josep Lluís Steuri | Husaberg  |
| XII    | 1991 | Ferran Serarols | Gas Gas     | Jaume Colom     | KTM         | Heinz Kinigadner | KTM         | Stanislav Spacek   | Husaberg  |
| XIII   | 1992 | Isidre Esteve   | Gas Gas     | Carles Montaner | Suzuki      | Àlex Llobet      | KTM         | Josep Lluís Steuri | KTM       |

| Edició | Any  | 125 cc          | 125 cc      | Superiors       | Superiors   | 4T              | 4T          |
| Edició | Any  | Campió          | Motocicleta | Campió          | Motocicleta | Campió          | Motocicleta |
| ------ | ---- | --------------- | ----------- | --------------- | ----------- | --------------- | ----------- |
| XIV    | 1993 | Josep Rovira    | Gas Gas     | Àlex Llobet     | KTM         | Carles Mas      | KTM         |
| XV     | 1994 | Paul Edmondson  | Gas Gas     | Àlex Llobet     | KTM         | Carles Mas      | KTM         |
| XVI    | 1995 | Xevi Puigdemont | Gas Gas     | Paul Edmondson  | Gas Gas     | Oscar Gallardo  | Husqvarna   |
| XVII   | 1996 | Xevi Puigdemont | Gas Gas     | Paul Edmondson  | Gas Gas     | Oscar Gallardo  | Husqvarna   |
| XVIII  | 1997 | Marc Puigdemont | Gas Gas     | Miki Arpa       | KTM         | Joan Roma       | KTM         |
| XIX    | 1998 | Xavier Pons     | KTM         | Xevi Puigdemont | Gas Gas     | Marc Puigdemont | Gas Gas     |
| XX     | 1999 | Isidre Esteve   | Yamaha      | Miki Arpa       | Husqvarna   | Jordi Duran     | KTM         |
| XXI    | 2000 | Juha Salminen   | KTM         | Xevi Puigdemont | Gas Gas     | Kari Tiainen    | KTM         |
|        |      | 125 cc          | 125 cc      | 250 cc          | 250 cc      | 400 cc 4T       | 400 cc 4T   |
| XXII   | 2001 | Petri Pohjamo   | Gas Gas     | Juha Salminen   | KTM         | Miki Arpa       | VOR         |
| XXIII  | 2002 | Petri Pohjamo   | Gas Gas     | Jani Laaksonen  | Gas Gas     | Juha Salminen   | KTM         |
|        |      | 125 cc          | 125 cc      | 250 cc          | 250 cc      | 500 cc          | 500 cc      |
| XXIV   | 2003 | Petri Pohjamo   | Gas Gas     | Ivan Cervantes  | KTM         | Juha Salminen   | KTM         |
| XXV    | 2004 | Xevi Puigdemont | KTM         | Ivan Cervantes  | KTM         | Jani Laaksonen  | Gas Gas     |

Notes
1. ↑  Algunes fonts assenyalen com a campió de 4T de 1991 a Stanislav Spacek[4] i d'altres a Carles Mas.[5]
2. ↑  A partir de 1993 existeix el títol complementari de "Campió Absolut", o "Scratch", atorgat al millor pilot de la temporada, independentment de la categoria en què hagi participat. Aquest títol no s'atorgà les temporades del 2001 i 2002.
3. ↑  El 2001 es disputà també el campionat en la cilindrada dels 500 cc 4T. El campió en fou el finlandès Kari Tiainen (KTM).
4. ↑  El 2002 es disputà també el campionat en la cilindrada dels 500 cc 4T. El campió en fou Ivan Cervantes (KTM).

### Segona etapa (2005-Actualitat)
A 12 de desembre de 2024
| Edició  | Any  | Enduro 1           | Enduro 1    | Enduro 2           | Enduro 2    | Enduro 3          | Enduro 3    |
| Edició  | Any  | Campió             | Motocicleta | Campió             | Motocicleta | Campió            | Motocicleta |
| ------- | ---- | ------------------ | ----------- | ------------------ | ----------- | ----------------- | ----------- |
| XXVI    | 2005 | Arnau Vilanova     | Honda       | Ivan Cervantes     | KTM         | Xavier Galindo    | KTM         |
| XXVII   | 2006 | Ivan Cervantes     | KTM         | Xavier Galindo     | KTM         | Oriol Mena        | Gas Gas     |
| XXVIII  | 2007 | Cristóbal Guerrero | Yamaha      | Xavier Galindo     | KTM         | Marc Puigdemont   | Husqvarna   |
| XXIX    | 2008 | Ivan Cervantes     | KTM         | Cristóbal Guerrero | Yamaha      | Xavier Galindo    | KTM         |
| XXX     | 2009 | Víctor Guerrero    | Yamaha      | Cristóbal Guerrero | Yamaha      | Ivan Cervantes    | KTM         |
| XXXI    | 2010 | Víctor Guerrero    | Yamaha      | Cristóbal Guerrero | Yamaha      | Ivan Cervantes    | KTM         |
| XXXII   | 2011 | Lorenzo Santolino  | KTM         | Cristóbal Guerrero | KTM         | Oriol Mena        | Husaberg    |
| XXXIII  | 2012 | Lorenzo Santolino  | Husqvarna   | Ivan Cervantes     | Gas Gas     | Joakim Ljunggren  | Husaberg    |
| XXXIV   | 2013 | Lorenzo Santolino  | Husqvarna   | Ivan Cervantes     | KTM         | Joakim Ljunggren  | Husaberg    |
| XXXV    | 2014 | Cristóbal Guerrero | KTM         | Oriol Mena         | Beta        | Ivan Cervantes    | KTM         |
| XXXVI   | 2015 | Lorenzo Santolino  | Sherco      | Jaume Betriu       | Husqvarna   | Jonathan Barragán | Gas Gas     |
| XXXVII  | 2016 | Josep Garcia       | Husqvarna   | Oriol Mena         | Honda       | Jaume Betriu      | KTM         |
| XXXVIII | 2017 | Lorenzo Santolino  | KTM         | Cristóbal Guerrero | Yamaha      | Jaume Betriu      | KTM         |
| XXXIX   | 2018 | Josep Garcia       | KTM         | Jaume Betriu       | KTM         | Jonathan Barragán | Gas Gas     |
| XL      | 2019 | Josep Garcia       | KTM         | Cristóbal Guerrero | Yamaha      | Enric Francisco   | KTM         |
| XLI     | 2020 | Sergio Navarro     | KTM         | Josep Garcia       | KTM         | Jaume Betriu      | KTM         |
| XLII    | 2021 | Sergio Navarro     | Gas Gas     | Josep Garcia       | KTM         | Jaume Betriu      | KTM         |
| XLIII   | 2022 | Antoine Magain     | Sherco      | Josep Garcia       | KTM         | Jaume Betriu      | KTM         |
| XLIV    | 2023 | Josep Garcia       | KTM         | Zachary Pichon     | Sherco      | Jaume Betriu      | KTM         |
| XLV     | 2024 | Josep Garcia       | KTM         | Sergio Navarro     | Husqvarna   | Antoine Magain    | Sherco      |

## Estadístiques

### Campions amb més de 3 títols
A 12 de desembre de 2024
| Pilot              | Títols                                              |
| ------------------ | --------------------------------------------------- |
| Ivan Cervantes     | 11 (10 x Scratch, 1 x 500cc 4T)                     |
| Carles Mas         | 9 (1 x Absolut, 6 x Superiors, 2 x 4T)              |
| Josep Garcia       | 8 (7 x Scratch, 1 x E1)                             |
| Jaume Betriu       | 8 (3 x Scratch, 1 x E2, 4 x E3)                     |
| Cristóbal Guerrero | 8 (2 x Scratch, 5 x E2, 1 x E1)                     |
| Narcís Casas       | 7 (5 x Absolut, 1 x +175cc, 1 x +75cc)              |
| Xevi Puigdemont    | 5 (2 x Superiors, 3 x 125cc)                        |
| Francesc Rubio     | 5 (5 x 80cc)                                        |
| Lorenzo Santolino  | 5 (5 x E1)                                          |
| Oriol Mena         | 4 (2 x E2, 2 x E3)                                  |
| Xavier Galindo     | 4 (2 x E3, 2 x E2)                                  |
| Juha Salminen      | 4 (1 x Scratch, 1 x 500cc, 1 x 400cc 4T, 1 x 250cc) |

1. ↑  Per als pilots que guanyaren l'Scratch i una categoria el mateix any, es comptabilitza només el títol absolut (Scratch).